# Alice Miller
Pour les articles homonymes, voir Miller.
Alice Miller, née le 12 janvier 1923 à Piotrków Trybunalski, en Pologne, et morte le 14 avril 2010  à Saint-Rémy-de-Provence, en France, est une psychanalyste suisse, docteur en philosophie, et connue pour ses recherches sur l'enfance.
Ses ouvrages et ses thèses sur la violence cachée, qui selon elle caractérise souvent les relations entre parents et enfants, l'ont rendue célèbre. À partir de 1980, sa réflexion sur ce sujet l'amène à une nouvelle approche de la thérapie à laquelle elle intègre, entre autres, le dessin. Figure influente et controversée, elle est souvent citée par des organisations internationales pour son engagement contre les violences dites « ordinaires » faites aux enfants

## Biographie
Alice Miller est née Alicja Englard,, à Piotrków Trybunalski, en Pologne, dans une famille juive. Elle s'enfuit du ghetto juif de Piotrków Trybunalski pour se réfugier à Varsovie sous le nom d'Alice Rostovska. Elle déménage en Suisse en 1946.
Après des études de philosophie, psychologie et sociologie à l'université de Bâle, elle obtient son doctorat, en 1953 à Zurich, puis travaille pendant vingt ans comme psychanalyste et enseignante, jusqu'en 1980. Elle se consacre alors à la rédaction d'ouvrages où elle décortique l'influence et le retentissement psychosomatique et psychique des années d'enfance.

## Théories
L'exemple le plus célèbre, qu'elle choisit dans C'est pour ton bien (en allemand Am Anfang war Erziehung, littéralement Au commencement était l'éducation), est celui de Hitler, qui aurait reproduit, en arrivant au pouvoir, les sévices que lui avait fait subir son père.
En rupture totale avec la psychanalyse dominante, qui qualifie trop souvent les expériences de l'enfance de fantasmatiques[réf. à confirmer], elle quitte la Société suisse de psychanalyse et l'Association psychanalytique internationale en 1988.
Le film La Chute ayant ravivé la discussion sur l'humanité de Hitler, elle déclarait en janvier 2005[réf. nécessaire] :

« Malheureusement, on nie partout le fait que tous les monstres sont nés enfants innocents et deviennent bestiaux à cause de leur éducation brutale. Les terroristes qui décapitent leurs victimes, en Irak ou ailleurs, ne sont-ils pas des êtres humains, ne sont-ils pas, comme Hitler, devenus des êtres cruels et sans scrupules à la suite de leur enfance ? »

Elle note cependant la présence de ce qu'elle nomme un témoin secourable dans l'entourage des enfants victimes qui ont pu échapper à un destin de bourreaux :

« Il est intéressant que dans les enfances de tous ces dictateurs, comme aussi dans ceux des criminels en série, on ne trouve pas de personnes que j'appelle "les témoins secourables". Il s'agit de personnes que presque chacun de nous connaît, quelqu'un qui nous a aimé, qui nous a donné un peu de chaleur, un peu de confiance en nous. Grâce à la présence d'une telle personne (même très passagère), nous pouvions développer l'espoir de trouver l'amour dans notre vie. Mais si une telle personne ne partage jamais la vie de l'enfant en le réconfortant, celui-ci ne connaîtra que la violence. Il la glorifiera et la perpétuera. »

Ses explications invitent à une autre lecture des problèmes liés à la maltraitance, ainsi qu'à la prévention des sévices. Il y aurait lieu d'aider les adultes maltraitants, à tous les niveaux de la société, à se libérer de leur passé douloureux, intériorisé et toujours nié, mais la société ne reconnaît que les formes de maltraitance les plus visibles et ne s'intéresse pas à celles non encore reconnues, qui sont pourtant les plus destructrices parce que justement on ne les voit pas et refuse de les reconnaître ; maltraitances dont la plupart d'entre nous ont été victimes dans leur enfance sans pouvoir les considérer comme telles, car ce que l'on vit dans la prime enfance est nécessairement conçu comme normal.

## Ouvrages et travaux
Chaque livre d'Alice Miller parle d'un aspect bien précis et particulier des maltraitances faites aux enfants et leurs conséquences, chacun de ces aspects étant lié aux autres.

### C'est pour ton bien(1985)
Selon Alice Miller, les maltraitances faites aux enfants pendant leur enfance sont la principale cause de la violence ultérieure exprimée à l'âge adulte contre soi-même, autrui ou la société. Il ne s'agit pas seulement de la violence visible, mais aussi de la violence non reconnue qu'on exerce prétendument « pour le bien » de l'enfant, point de vue qu'Alice Miller critique de manière approfondie, en évoquant dans l'ouvrage C'est pour ton bien les méthodes d'éducation anciennes, qui, selon elle, furent la cause de la prise de pouvoir d'Hitler et du fait que celui-ci eût obtenu le « nécessaire » soutien de la population de l'époque.
Ce qu'a fait Hitler n'est que le reflet de son éducation, Hitler ayant été un enfant battu. Alice Miller identifie dans le signe du bras levé hitlérien la menace incarnée par le père qui s'apprête à battre son enfant.
C'est dans cet ouvrage qu'Alice Miller développe le concept de « pédagogie noire » défini par Katharina Rutschky dans son essai Schwarze Pädagogik. Quellen zur Naturgeschichte der bürgerlichen Erziehung (1977).

### L'enfant sous terreur(1986)
Elle parle dans ce livre du commandement intériorisé dès notre plus jeune âge par la plupart d'entre nous : "Tu ne t'apercevras de rien" qui est le titre original du livre.
Elle critique la psychanalyse et explique dans ce livre en quoi Freud et la psychanalyse ont tort et ont caché l'origine réelle des maladies psychologiques des adultes et des enfants, qui résident principalement dans l'enfance et dans les abus subis par les enfants mais niés.
Selon Alice Miller, la psychanalyse vise à culpabiliser le patient pour "épargner" les parents, à le faire s'accuser d'avoir des fantasmes là où il a été abusé dans son enfance ; en d'autres termes, la psychanalyse veut rendre le patient responsable de ce qu'il a subi, notamment par ses parents.
Elle reproche à Freud d'avoir inventé la théorie des "pulsions" perverses pour éviter de voir les traumatismes réels subis dans l'enfance et d'avoir à accuser les parents de maltraiter leurs enfants ; la psychanalyse accuse ainsi les hypothétiques pulsions de l'enfant et non les abus réels d'être principalement à l'origine des souffrances endurées dans l'enfance et dans la vie adulte.
Elle reproche à la psychanalyse de ne pas comprendre que les symptômes et les maladies sont le seul langage que le patient a pour exprimer ses traumatismes et que les symptômes, traumatismes et maladies ne peuvent pas être "inventés" ou dus seulement à des fantasmes, mais qu'ils cachent et montrent à la fois de réels abus subis par le patient, dont lui-même peut ne pas avoir conscience.
Certains psychanalystes veulent interpréter les récits de leurs patients pour qu'ils correspondent à ce qu'ils ont appris (notamment la théorie des pulsions), les traitant comme des fantasmes et non des traumatismes, ce qui empêche le patient de prendre conscience de ce qu'il a subi.
Donc, d'après Alice Miller, la psychanalyse et surtout ses théories fondatrices provoquent en réalité la répétition de l'événement traumatique qui a conduit au refoulement des causes des souffrances de la maladie du patient. En somme, la psychanalyse générerait un nouveau traumatisme alors qu'elle est présentée comme une thérapie, une méthode de soins, de guérison.
Pour elle, Freud a seulement repris le point de vue dominant de l'époque : l'enfant est animé de pulsions destructrices, mauvaises, et les parents sont innocents dans les troubles psychologiques qu'il manifeste. C'est ce que la psychanalyse force le patient à croire, en dépit des faits. La psychanalyse ne serait que la représentation de parents innocents alors que le patient serait "l'enfant méchant animé de pulsions destructrices", notamment la "pulsion de mort". C'est grâce à cette explication que la psychanalyse a connu un tel succès.
Elle explique aussi que Freud a nié dans la psychanalyse ce qu'il avait découvert peu avant, mais qui était inacceptable pour lui, que tous ses patients avaient subi des abus (sexuels) dans leur enfance. C'était tellement en contradiction avec les croyances de l'époque qu'il "dut se résigner" à nier sa découverte et adopta le point de vue contraire, que la plupart des patients avaient fantasmé des abus qui n'avaient pas existé.
L'avocat de l'enfant (deuxième partie, chapitre 3) est pour elle ce que doit être un psychanalyste : entendre, aider et comprendre l'enfant, sans le rendre responsable ou coupable, même seulement en partie, de ce qu'il a subi. Mais elle déplore aussi que les psys soient en général, même sans le savoir, du côté des parents qui accusent l'enfant.
Elle consacre un chapitre sur la notion de sexualité infantile. Elle réfute la vision de Freud qui n'est là selon elle, encore une fois, que pour masquer les abus des parents. En effet, selon Freud, l'enfant désirerait son père ou sa mère sexuellement ; ce n'est pas là ce que désire l'enfant, mais la projection des désirs des parents sur l'enfant. L'enfant est donc la victime des projections de l'adulte et non l'auteur de ces projections, comme Freud l'a dit pour protéger les parents, pour ne pas voir la cause réelle et non fantasmée de ces abus.
Le mythe d'Œdipe est ensuite abordé et elle voit une fois de plus comment la psychanalyse a interprété cette histoire en oubliant le rôle et la responsabilité des parents qui abandonnent l'enfant au début de l'histoire, pour rejeter entièrement la faute sur l'enfant, victime que l'on fait culpabiliser. L'enfant se retrouve une fois de plus dans la psychanalyse dans le rôle du bouc émissaire :
« Il est toujours allé de soi que les enfants devaient porter la responsabilité de ce qu'on leur faisait », dit Alice Miller (troisième partie, chapitre 3).
Dans le chapitre "Quatre-vingt-dix ans de théories des pulsions", elle critique les "dogmes" et les croyances de la psychanalyse qui empêchent de tenir compte des découvertes récentes au sujet de l'enfance, surtout de la cruauté qui se cache derrière la sévérité avec laquelle on traite les enfants, que les adeptes de la théorie des pulsions nient, s'en tenant à ce qu'on leur a appris et qui date d'un siècle en arrière sans tenir compte de l'évolution de mentalités qui a permis de découvrir de nouveaux aspects des maltraitances faites aux enfants.

### Images d'une enfance(1987)
Les Images d'une enfance sont les peintures représentant des images de sa propre enfance qu'Alice Miller a réalisées pour elle-même et grâce auxquelles elle a pu commencer à percevoir ce qu'était réellement son enfance, contrairement à la manière dont sa mère la lui avait présentée et qu'elle considérait jusqu'alors comme juste : « L'image que j'en avais là [sa petite enfance] était toute différente de la version avec laquelle j'avais vécu pendant des années ».
La première partie explique de quelle façon la peinture lui a permis de découvrir la vérité sur sa propre enfance, ce besoin de peindre venant du besoin de s'exprimer de l'enfant qu'elle avait été et qui avait été réduit au silence dès son plus jeune âge.
Elle critique aussi les écoles d'art et la manière d'enseigner l'art, qui ne laisse pas les étudiants s'exprimer librement et se borne à enseigner des techniques.
Ce livre reproduit ensuite les peintures qu'elle a réalisées, qui lui ont permis de découvrir des aspects cachés de sa petite enfance : « J'ai découvert sous mes yeux un univers jusqu'alors inconnu de moi : celui de ma petite enfance. »

### La souffrance muette de l'enfant(1990)
Elle insiste sur l'importance de l'enfant et des expériences faites durant l'enfance en nous parlant, dans La souffrance muette de l'enfant, de l'enfance de Picasso, de Buster Keaton et de Nietzsche. On décèle les expériences traumatiques de l'enfance dans leurs œuvres artistiques et littéraires. Ces traumatismes cherchent à s'exprimer, mais les artistes eux-mêmes ne s'en rendent pas compte, pas plus que leur public. Il leur est impossible de voir leur enfance sous son véritable jour, tant cette vérité est contraire au consensus social universellement admis à leur époque.
Alice Miller insiste sur le fait que l'enfance est une mine d'informations inexplorée. Les historiens et les spécialistes de l'art n'y voient pas grand intérêt, alors que cette étude permet d'expliquer pourquoi et comment certaines personnalités sont devenues des artistes ou des philosophes et d'où viennent leurs idées et leur manière de voir le monde. Ainsi le Guernica de Picasso représente-t-il principalement ce qu'avait perçu Picasso, lorsqu'il était enfant, durant le tremblement de terre où ses parents durent fuir avec lui, mais on attribue généralement d'autres sources à ce tableau, étant donné que peu de gens sont sensibilisés à l'influence primordiale du vécu infantile.

### La Connaissance Interdite(1990)
Ce livre nous montre comment les idées sur les enfants, l'éducation et même les théories des psychiatres (elle fait allusion à la "pédagogie noire"), ne  sont souvent que la reproduction d'idées répandues sur l'enfant (mais maintenant reconnues comme fausses). Des idées qui passent pour la connaissance de l'enfant, mais qui en réalité interdisent de connaître l'enfant et ses besoins et ce qu'il subit, d'où le titre de ce livre qui présente une connaissance jusque-là interdite sur l'enfant et le bébé.
Dans la préface Alice Miller parle du nouveau-né, de ses besoins, de sa dépendance aux parents, elle montre à quel point les besoins et le ressenti du nouveau-né sont ignorés et même niés par la société.
Elle y dénonce le manque de sensibilité à l'égard des souffrances des enfants, notamment en psychanalyse, qui empêche de découvrir que l'on a été maltraité. Elle explique que c'est grâce à ses peintures qu'elle put commencer à voir qu'elle avait été une enfant maltraitée :
« La découverte que j'avais été une enfant maltraitée, que j'avais dû dès le début de ma vie me soumettre aux besoins et aux sentiments de ma mère sans avoir la moindre chance d'éprouver ceux qui m'étaient propres, m'a beaucoup étonnée. La découverte de ma totale impuissance d'alors m'a aussi fait comprendre le pouvoir du refoulement qui m'avait éloignée toute ma vie de la vérité, et l'impuissance de la psychanalyse qui, par ses théories trompeuses, n'avait fait que consolider le refoulement ».
Le premier chapitre "Une fête de Saint-Nicolas" nous montre comment cette histoire a été récupérée par les parents pour en faire une "fête" où l'on accuse les enfants de ne pas être sages, de ne pas être obéissants. Le véritable Saint-Nicolas était un évêque qui distribuait de la nourriture aux pauvres ; ce sont les parents qui ont utilisé ce personnage pour en faire un "éducateur" d'enfants.
Elle montre ensuite comment les criminels tuent pour que leurs parents "restent" innocents. En somme, ils prennent la responsabilité de ce que leurs parents leur ont fait pour éviter de les accuser.
Ensuite l'évocation du concept d'"Enfant méchant", comme si les enfants étaient naturellement méchants, est utilisée encore une fois pour protéger nos parents, éviter de les accuser et ne pas voir notre propre enfance.
Elle démontre comment les idées sur l'enfant méchant sont des idées qui étaient déjà en vigueur il y a 400 ans, qu'on retrouve encore maintenant, comme dans un texte cité d'un psychanalyste :
« Par rapport aux critères sociaux de l'adulte, le nouveau-né est purement et simplement le criminel né », E.Glover 1970.
Elle explique que l'on attribue une fois de plus, comme avec le complexe d'Œdipe de Freud, les projections des parents aux enfants. On confond l'enfant avec ce qu'on lui fait subir.
Le cas d'un enfant autiste est ensuite exploré, qui montre qu'avec de l'attention et de l'amour un enfant autiste a pu guérir. Mais certains psychanalystes disent que ce n'était donc pas un véritable autiste, bien qu'il y ait d'autres cas de ce genre.
Les théories qui permettent de se défendre et de nier les souffrances de l'enfant sont explorées ensuite. Elle revient sur Freud qui a nié la vérité de ce qu'il avait découvert en fondant la psychanalyse et explique les raisons de ce refoulement.
Elle critique la psychanalyse, le féminisme, qui ne veulent pas voir les véritables causes des abus et le fait que les abus sexuels sur les enfants soient restés cachés si longtemps, notamment le traitement des enfants dans les procès pour pédophilie, où elle cite un cas où la parole des enfants a été niée sous prétexte que les adultes, les avocats et les juges, ne comprenaient pas le langage de l'enfant :
« Certains enfants déclarèrent, par exemple, qu'ils avaient tué un bébé sans que la chose se vérifiât. Ils furent donc taxés de mensonges et toutes leurs déclarations furent considérées comme fausses ; il ne vint pas à l'idée des juges que les enfants avaient vécu leur accord forcé avec les pratiques sexuelles comme un meurtre du bébé qu'ils avaient été autrefois et qu'ils décrivaient leur situation intérieure ».
Elle y a également attaqué la circoncision et l'excision.

### Chemins de Vies Six Histoires(1998)
Ce livre adopte un point de vue particulier. Elle fait raconter à des personnages imaginaires leur histoire, leur vie, notamment comme s’ils échangeaient des lettres. Ce sont des histoires qui auraient pu se produire, car elles présentent chacune un aspect différent des maltraitances et des conséquences possibles sur la vie de l'adulte. On retrouve notamment l'histoire d'Elga, qui est une victime d'un psychiatre, et des histoires de sectes gérées par des psychiatres ayant réellement existé.
La dernière partie "Réflexions" retrouve sa forme habituelle. Elle parle du fonctionnement des dictateurs et des gourous. Le deuxième chapitre est consacré à la haine : "Comment naît la haine", où elle reparle d'Hitler et décrit son enfance, en quoi ses origines juives (son grand-père) non reconnues l'ont conduit à vouloir se "purifier" et "purifier" l'Allemagne des juifs qui étaient pour lui responsables de sa haine et de sa violence.

### Ta Vie Sauvée Enfin(2008)
Cet ouvrage est particulier. Il reprend des textes déjà publiés sur son site web et des réponses aux lettres de lecteurs, elles aussi publiées sur son site web et traduites en français dans ce livre.
On y retrouve des thèmes déjà abordés, mais présentés sous un angle différent, comme l'enfance d'Hitler et le fait que l'enfance en général, même celle des personnages connus, ne mérite souvent qu'une seule ligne dans les ouvrages spécialisés, d'historiens notamment, alors que c'est une mine d'informations pour expliquer la vie de l'adulte, mais elle explique que comme toujours c'est à cause de l'indifférence générale envers les enfants que l'on ne voit pas l'importance de l'enfance pour la vie ultérieure de l'adulte :
« Ce sujet est rarement abordé dans leurs biographies ; les parents sont souvent représentés sous un jour idéalisé, leur comportement envers l'enfant sera tout au plus évoqué d'une seule phrase. Les auteurs, dans l'ensemble, méconnaissent l'importance des mauvais traitements subis dans l'enfance. »

## Famille
Son fils Martin parle de sa relation avec Alice Miller dans le film de Daniel Howald Who is Afraid of Alice Miller (2020).

## Critiques
Ayant elle-même mis en cause certains aspects du freudisme, Alice Miller a été à son tour vivement critiquée, étant notamment accusée de « réductionnisme », de vouloir expliquer le parcours d'Hitler ou d'autres personnalités « uniquement » ou « trop exclusivement » par leur enfance malheureuse.
Le quotidien britannique The Guardian la décrit comme « une figure influente et controversée dans le monde de la psychanalyse et psychothérapie ».

## Ouvrages
Parus en français :
- Le drame de l'enfant doué, (Das Drama des begabten Kindes, 1979) Presses universitaires de France, 1983  (ISBN 978-2130422860, 978-2130431763, 978-2130438090 et 978-2130452119)
- C'est pour ton bien, (Am Anfang war Erziehung, 1980) Aubier, 1985  (ISBN 978-2700703726)
- L'enfant sous terreur, (Du sollst nicht merken, 1981) Aubier, 1986  (ISBN 978-2700721065)
- 'Images d'une enfance, (Bilder einer Kindheit, 1985) Aubier, 1987  (ISBN 978-2700721072)
- La souffrance muette de l'enfant], (Der gemiedene Schlüssel, 1988) Aubier, 1990  (ISBN 978-2700721096)
- La connaissance interdite, (Das verbannte Wissen, 1988) Aubier, 1990  (ISBN 978-2700721102)
- Abattre le mur du silence, (Abbruch der Schweigemauer, 1990) Aubier, 1991  (ISBN 978-2700721119)
- L'avenir du drame de l'enfant doué, (Das Drama des begabten Kindes, eine Um- und Fortschreibung, 1996) Presses universitaires de France, 1996  (ISBN 978-2130540649, 978-2130524823 et 978-2130475545)
- Chemins de Vie - Sept Histoires, (Wege des Lebens - Sieben Geschichten, 1998) Flammarion, 1998  (ISBN 978-2082125215)
- Libres de savoir : Ouvrir les yeux sur notre propre histoire, (Evas Erwachen, 2001) Flammarion, 2001  (ISBN 978-2082100397)
- Notre corps ne ment jamais, (Die Revolte des Körpers, 2004) Flammarion, 2004  (ISBN 978-2082103626)
- Ta vie sauvée enfin, (Dein gerettetes Leben, 2007) Flammarion, 2008  (ISBN 978-2-0812-1140-7)
- L'essentiel d'Alice Miller, Flammarion, 2009  (ISBN 978-2081229204)